# Martin Donovan
Martin Donovan (Reseda, 19 augustus 1957), geboren als Martin Smith, is een Amerikaans acteur van Ierse afkomst. Hij won in 1997 een National Society of Film Critics Award voor zijn bijrol als Ralph Touchett in de romantische dramafilm The Portrait of a Lady. Daarnaast werd hij in 2007 genomineerd voor een Screen Actors Guild Award samen met de gehele ploeg van de televisieserie Weeds, waarin hij veertien afleveringen verscheen als Peter Scottson.
Donovan debuteerde in 1985 op het witte doek als Josh in het misdaad-drama Hard Choices. Sindsdien had hij rollen in meer dan 35 andere films, meer dan 45 inclusief televisiefilms. Daarin werkte hij regelmatig onder regisseur Hal Hartley, met wie hij Trust (1990), Surviving Desire (1991), Simple Men (1992), Amateur (1994), Flirt (1995) en The Book of Life (1998) maakte. Daarnaast speelde Donovan wederkerende personages in verschillende televisieseries. Tot zijn meer omvangrijke rollen daarin behoren onder meer die als DEA-agent Peter Scottson in Weeds en die als Will McAllister in Pasadena.
Donovan trouwde in 1984 met Vivian Lanko, met wie hij twee zoons kreeg. Lanko was in 1992 te zien in zijn film Simple Men, als non.

## Filmografie
*Exclusief 5+ televisiefilms
| - The Apprentice (2024) - BlackBerry (2023) - Tenet (2020) - White Lie (2019) - The Art of Racing in the Rain (2019) - Come to Daddy (2019) - Fahrenheit 451 (2018) - Status Update (2018) - Indian Horse (2017) - Aftermath (2017) - Rememory (2017) - All at Once (2016) - Ant-Man (2015) - Inherent Vice (2014) - Ned Rifle (2014) - Sabotage (2014) - Nurse (2013) - Silent Hill: Revelation 3D (2012) - The Reluctant Fundamentalist (2012) - Collaborator (2011) - Unthinkable (2010) - William Vincent (2010) - Duress (2009) - The Haunting in Connecticut (2009) - Fear Itself: The Spirit Box (2009) - The Alphabet Killer (2008) - Wind Chill (2007) - Masters of Horror: Right to Die (2007) - Day on Fire (2006) - The Sentinel (2006) - The Visitation (2006) - The Garage (2006) | - The Quiet (2005) - At Last (2005) - The Pornographer: A Love Story (2004) - Saved! (2004) - Agent Cody Banks (2003) - The United States of Leland (2003) - Insomnia (2002) - Pipe Dream (2002) - Desire (2000) - In a Savage Land (1999) - Onegin (1999) - Living Out Loud (1998) - Spanish Fly (1998) - Heaven (1998) - The Book of Life (1998) - The Opposite of Sex (1998) - When Trumpets Fade (1998, televisiefilm) - The Portrait of a Lady (1996) - Hollow Reed (1996) - Flirt (1995) - Nadja (1994) - The Rook (1994) - Amateur (1994) - Quick (1993) - Malcolm X (1992) - Simple Men (1992) - Surviving Desire (1991) - Trust (1990) - Hard Choices (1985) |

## Televisieseries
*Exclusief eenmalige rollen
- Big Little Lies – Martin Howard (5 afleveringen, 2019)
- Lethal Weapon – Grant Davenport (2 afleveringen, 2017–2018)
- Beyond – Isaac Frost (5 afleveringen, 2017–2018)
- Legends of Tomorrow – Zaman Druce (4 afleveringen, 2016)
- The Lottery – Darius Hayes (10 afleveringen, 2014)
- Rogue – Campbell (11 afleveringen, 2013–2015)
- Homeland – Leland Bennett (2 afleveringen, 2013)
- King & Maxwell – Robert Q. Scott (4 afleveringen, 2013)
- Boss – Ezra Stone (14 afleveringen, 2011–2012)
- The Firm – Kevin Stack (9 afleveringen, 2012)
- Unnatural History – Bryan Bartlett (13 afleveringen, 2010)
- Everything She Ever Wanted – Charles (2009, miniserie)
- Ghost Whisperer – Tom Gordon (4 afleveringen, 2007–2008)
- The Dead Zone – Malcolm Janus (6 afleveringen, 2005–2007)
- Weeds – Peter Scottson (14 afleveringen, 2005–2006)
- Pasadena – Will McAllister (13 afleveringen, 2001–2002)
- Wonderland – Dr. Neil Harrison (5 afleveringen, 2000)